# Crotaphytus reticulatus
Crotaphytus reticulatus là một loài thằn lằn trong họ Crotaphytidae. Loài này được Baird mô tả khoa học đầu tiên năm 1858.